# 艾昂鎮區 (密蘇里州艾昂縣)
艾昂鎮區（英語：Iron Township）是位於美國密蘇里州艾昂縣的一個行政鎮區。

## 地方資料
艾昂鎮區的面積為155.98平方千米，當中陸地面積為155.44平方千米，而水域面積為0.54平方千米。根據2020年美國人口普查的數據，當地共有人口1056人，而人口密度為每平方千米6.77人。